# Holiday (2018)
Holiday is een Deens-Nederlands-Zweedse film uit 2018, geregisseerd door Isabella Eklöf.

## Verhaal
Sascha is het liefje van de gangster Michael. Ze brengen hun dagen door in een luxe villa in Bodrum aan de Turkse Rivièra, gevuld met dure feestjes en cadeaus, luxerestaurants en designerkleding. Maar het is ook een leven vol geweld en criminaliteit. Op een dag leert Sacha de Nederlandse jonge zeeman Thomas kennen en staat nu voor het dilemma, haar huidige luxeleven verderzetten of er vandoor gaan en een eervoller leven leiden met Thomas.

## Rolverdeling
| Acteur           | Personage |
| ---------------- | --------- |
| Vic Carmen Sonne | Sascha    |
| Lai Yde          | Michael   |
| Thijs Römer      | Thomas    |

## Release
Holiday ging op 21 januari 2018 in première op het Sundance Film Festival in de World Cinema Dramatic Competition.